# Tetehosi (Mandrehe)
Tetehosi is een bestuurslaag in het regentschap Nias Barat van de provincie Noord-Sumatra, Indonesië. Tetehosi telt 744 inwoners (volkstelling 2010).